# Ribes rubrum
Groseillier à grappes
Espèce
Classification APG III (2009)

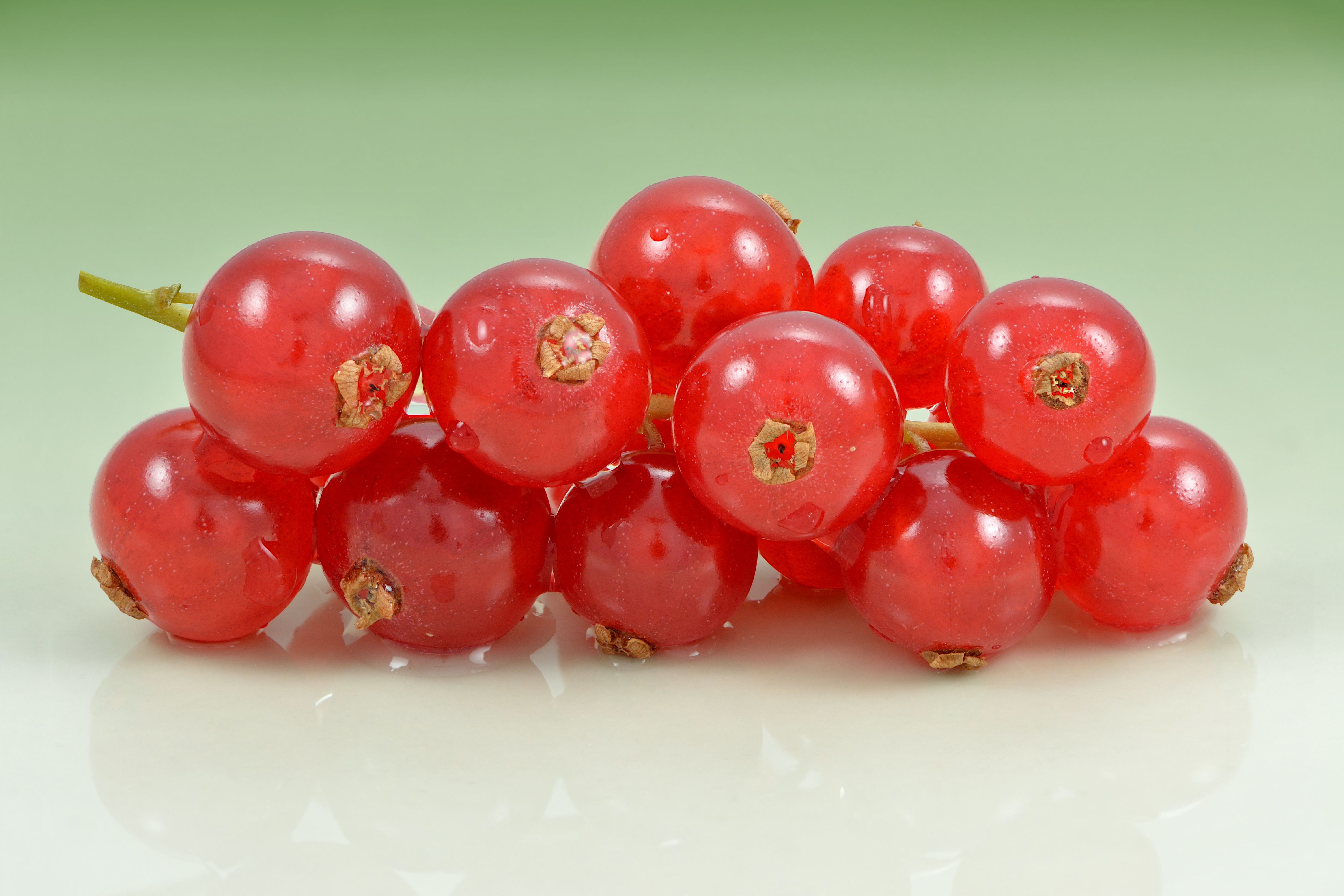
Grappe de groseillier à grappes.

Le Groseillier à grappes (Ribes rubrum), ou Groseillier rouge, est une espèce du genre Ribes (groseillers), de la famille des Grossulariaceae, un arbrisseau qui produit des fruits rouges (groseilles) très appréciés des oiseaux. 

## Dénominations
Au Canada français, le fruit du groseillier à grappes est appelé gadelle ; en Suisse romande, raisinet ou raisin de mars. Dans ces deux pays, le terme « groseille » sans précision désigne la groseille à maquereau.

## Description
Selon les variétés, les fruits peuvent prendre diverses couleurs à maturité.
- Période de floraison : mars, avril
- Couleur des fleurs : jaune-vert
- Exposition : soleil, mi-ombre
- Type de sol : ordinaire, riche en humus, bien drainé
- Utilisation : jardin fruitier
- Hauteur : 150 cm
- Type de plante : arbuste fruitier
- Type de végétation : vivace
- Type de feuillage : caduc
- Rusticité : rustique
- Toxicité : fruits comestibles

## Habitat
A l'état sauvage, c’est une espèce caractéristique de la frênaie humide (Fraxinion).

## Culture
Rustique en altitude et dans le Nord, il peut être cultivé dans les préalpes et dans le nord jusqu’à la zone 3 USDA. S’il peut survivre sur un sol médiocre, la production est plus abondante sur un sol frais et entouré d’un paillis de compost puis de tontes de gazon. Il supporte la mi-ombre, mais les fruits sont meilleurs dans une exposition ensoleillée. Il est facile de le multiplier par boutures prélevées à la chute des feuilles.